# Diplodiscus
Diplodiscus é um género botânico pertencente à família Malvaceae.

## Espécies
- Diplodiscus hookerianus
- Diplodiscus paniculatus
- Diplodiscus scortechinii